# Yafa'a (huyện)
Huyện Yafa'a là một huyện thuộc tỉnh Lahij, Yemen. Đến thời điểm năm 2003, huyện này có dân số 75014 người